# 1607
Évszázadok: 16. század – 17. század – 18. század
Évtizedek: 1550-es évek – 1560-as évek – 1570-es évek – 1580-as évek – 1590-es évek – 1600-as évek – 1610-es évek – 1620-as évek – 1630-as évek – 1640-es évek – 1650-es évek
Évek: 1602 – 1603 – 1604 – 1605 –  1606 – 1607 – 1608 – 1609 – 1610 – 1611 – 1612

## Események

### Határozott dátumú események
- január 12. – Kassán a hajdúk felkoncolják Káthay Mihályt, Bocskai István volt kancellárját, akit a fejedelem megmérgezésével vádolnak.[1]
- január 30. – A felső-magyarországi rendek kassai részgyűlése kinyilvánítja, hogy a bécsi béke értelmében visszatérnek a király hűségére.[1]
- február 12. – Rákóczi Zsigmondot a gyulafehérvári országgyűlés Erdély fejedelmévé választja.[2]
- február 22. – A szultán megerősíti Rákóczi Zsigmondot a fejedelmi tisztében.[1]
- június 30. – V. Pál pápa megerősíti Ergelics Ferencet a boszniai címzetes püspöki székben.[3]
- július 4. – II. Rudolf Forgách Ferencet nevezi ki esztergomi érsekké és magyarországi helytartóvá.[4]

### Határozatlan dátumú események
- az év folyamán –
  - A Londoni Virginia Társaság megalapítja az első állandó angol települését Észak-Amerikában Jamestown néven. (Az angol behatolás előőrse nagyjából két futballpályányi méretű erődítmény volt.)[5]
  - Mantovában bemutatják Claudio Monteverdi Orfeo című operáját.[6]
- október – Debrecen térségében kirobban a második hajdúfelkelés, Nagy András vezetésével.[7]

## Születések
- november 26. vagy 29. – John Harvard angol–amerikai lelkipásztor, a Harvard Egyetem alapításának meghatározó alakja, első jelentős támogatója († 1638)
- december 14. – Kemény János, erdélyi fejedelem († 1662)

## Halálozások
- Giorgio Basta zsoldosvezér (* 1550)

## Európai időjárás
Hó és jég nélküli tél, a cseresznyefák január 1-jén virágoztak.